# Optant
Un optant est un Alsacien ou un Mosellan qui a choisi de rester en France non annexée ou de quitter les territoires cédés par la France en 1871 à la suite de la guerre franco-allemande de 1870 pour conserver la nationalité française.

## Choix de la nationalité française
En exécution de l'article 2 du traité de Francfort du 10 mai 1871 signé avec l'Allemagne, les personnes nées dans les communes cédées peuvent conserver la nationalité française s'ils quittent la région avant le 1er octobre 1872. Ils sont environ 130 000 selon Delphine Diaz (ouvrage "En Exil") à choisir cette solution et à avoir effectivement quitté les départements du Bas-Rhin, du Haut-Rhin et de Moselle, sur 1 597 000 habitants dans les provinces cédées. Les chiffres sont cependant flous et difficiles à évaluer, certains sites, notamment les archives du Bas-Rhin, parlent de 388 000 fiches d'optants. La France institue une bourse d'études destinée à rendre la clause de départ plus attractive et plus accessible aux familles les plus modestes[réf. nécessaire]. Ces dernières en effet, qui ne disposaient souvent pas des moyens financiers suffisants pour abandonner leur région natale, continuèrent toutefois à voter majoritairement pour des députés protestataires au Reichstag[réf. nécessaire]. Deux centres d'accueil d'optants sont mis en place à Nancy et Belfort.

## Choix de la nationalité allemande
L'article 1 de la convention additionnelle du 11 décembre 1871 donne aux Alsaciens-Lorrains qui résident dans une commune conservée par la France ou à l'étranger la possibilité d'opter pour la nationalité française ou allemande par une simple déclaration auprès de leur mairie de résidence.
Les personnes qui choisirent la nationalité allemande étaient principalement des détenus et des militaires conscrits. Ils furent environ 2 900 à choisir cette option.